# NMDA

NMDA

NMDA (tzn. N-methyl-D-asparagová kyselina) je látka odvozená od aminokyseliny aspartátu, schopná se vázat na NMDA receptor. Na tomto receptoru je NMDA agonistou neurotransmiteru glutamátu, tedy receptor je primárně určen pro vazbu glutamátu (je to vlastně glutamátový receptor), ale NMDA svou strukturou napodobuje glutamát a dokáže stimulovat tento receptor a otevírat jeho kanál. Za normálních okolností se NMDA v tkáních nenachází (ve větším množství je to excitotoxin) a používá se převážně ve výzkumu.